# Titularbistum Cantanus
Cantanus (italienisch Cantano) ist ein Titularbistum der römisch-katholischen Kirche. Es geht zurück auf einen untergegangenen Bischofssitz auf der griechischen Insel Kreta (heute Kandanos, 58 km südwestlich von Chania).
| Titularbischöfe von Cantanus |                            |                                                               |                 |                   |
| Nr.                          | Name                       | Amt                                                           | von             | bis               |
| 1                            | Franz von Rothwitz         | Weihbischof in Breslau (Königreich Böhmen)                    | 1346            | 1365              |
| 1                            | Luigi Bumci                | emeritierter Bischof von Lezha (Albanien)                     | 1943            | 1945              |
| 2                            | Edward Aloysius Fitzgerald | Weihbischof in Dubuque (USA)                                  | 3. August 1946  | 20. Oktober 1949  |
| 3                            | Franz Hengsbach            | Weihbischof in Paderborn (Deutschland)                        | 20. August 1953 | 18. November 1957 |
| 4                            | David John Cashman         | Weihbischof in Westminster (Vereinigtes Königreich)           | 25. März 1958   | 14. Juni 1965     |
| 5                            | Ioan Cherteș               | Weihbischof in Cluj-Gherla (Rumänien), Erzbischof ad personam | 14. März 1990   | 31. Januar 1992   |
| 6                            | Hans-Georg Koitz           | Weihbischof in Bistum Hildesheim (Deutschland)                | 24. August 1992 |                   |